# Еленово (Тырговиштская область)
Еленово (болг. Еленово) — село в Болгарии. Находится в Тырговиштской области, входит в общину Попово. Население составляет 393 человека (2022).

## Политическая ситуация
В местном кметстве Еленово, в состав которого входит Еленово, должность кмета (старосты) исполняет Мехмед Салиев Бозев (Движение за права и свободы (ДПС)) по результатам выборов.
Кмет (мэр) общины Попово — Людмил Веселинов (коалиция в составе 2 партий: Федерация Активного Гражданского Общества (ФАГО), Гражданский союз за новую Болгарию (ГСНБ)) по результатам выборов.